# Alien Trilogy
Alien Trilogy (с англ. — «Чужой: Трилогия») — шутер от первого лица, базирующийся на первых трёх фильмах о Чужих. Игра вышла на PlayStation, Sega Saturn и DOS. Версии для консолей были разработаны компанией Probe Entertainment. Версию DOS разрабатывала компания Sculptured Software. Изданием игры занимались компании
Acclaim Entertainment и Fox Interactive.

## Сюжет
Игрок в роли лейтенанта Эллен Рипли узнает историю первых трёх частей серии фильмов о чужих.
Игра начинается в основном так же, как фильм, Рипли вместе с отрядом колониальных морпехов компании Weyland-Yutany отправляется к LV-426 чтобы восстановить контакт с колонией. Как выясняется в стартовом ролике, и позже по сюжету, колонию намеренно превратили в улей по разведению ксеноморфов, и отряд морпехов должен был очистить колонию как и от Чужих, так и от выживших свидетелей. Но так как отряд морпехов погибает в самом начале, Рипли будет в одиночку проходить сквозь зараженную колонию, тюрьму и упавший корабль пришельцев чтобы выжить и сбежать с планеты.
Уничтожив всех маток Чужих, Рипли спасается на челноке вместе с андроидом Бишопом, и отлетает на безопасное расстояние прежде чем планета взрывается. Она ложится в анабиозную капсулу, Бишоп желает ей спокойного сна.
Внимание переходит на одновременно взлетевший с планеты челнок с зараженными колонистами и Чужим на борту.
Дальнейшая судьба героев неизвестна.

## Версии игры
На всех трёх платформах игра выглядит по-разному:
- PlayStation — игра вышла с высоким разрешением и хорошей цветностью. Но речь главной героини не реализована, речь была только в немецкой версии.
- Sega Saturn — отличалась некоторыми звуками, которые плохо срабатывали и совпадали со звуками на PC-версии, и более плохой цветностью. Речь тоже не была реализована.
- Персональный компьютер — имела слишком зернистую графику ввиду малого разрешения и плохой цветности. Лишь владельцы некоторых видеокарт, у которых был 3D-ускоритель, могли играть в 16-битном режиме. Но даже с более хорошей цветностью, картинка PC-версии была хуже, чем в версии для Playstation. Была реализована речь главной героини, но не вся. Некоторые фразы всё таки задействовать не успели, поэтому слышно только основные фразы. Остальные фразы остались как лишние ресурсы.